# Vlaams
Het Vlaams is een Nederfrankische taalvariëteit. De term wordt op ten minste vijf manieren gebruikt. Dat zijn, in volgorde van toenemende dialect-afstand:
1. als aanduiding voor het in Vlaanderen geschreven en gesproken Nederlands, zowel omvattende de Nederlandse standaardtaal als de niet-gestandaardiseerde dialecten, waaronder ook zogenaamde tussen dialect en standaard te plaatsen tussentalen. Sommige taalkundigen vermijden in deze context de term "Vlaams" en verkiezen de benaming Belgisch-Nederlands of Zuid-Nederlands.
2. als synoniem voor de zogenaamde tussentaal in het gehele landsdeel Vlaanderen.
3. als aanduiding voor de niet-gestandaardiseerde dialecten en regiolecten van het gehele landsdeel Vlaanderen.
4. als aanduiding van de niet-gestandaardiseerde dialecten van alleen het voormalige graafschap Vlaanderen, dit wil zeggen de huidige provincies West- en Oost-Vlaanderen, het Nederlandse Zeeuws-Vlaanderen en Frans-Vlaanderen.
5. als aanduiding van de niet-gestandaardiseerde West-Vlaamse dialecten van de provincie West-Vlaanderen, het Nederlandse Zeeuws-Vlaanderen en Frans-Vlaanderen. De term "West-Vlaams" wordt ook weleens in ruime betekenis gebruikt ter aanduiding van deze dialectgroep inclusief Frans- en Zeeuws-Vlaams en het Zeeuws. Deze definitie komt het meest overeen met de taalkundige betekenis.

## Vlaams als Zuid-Nederlandse taalvariant

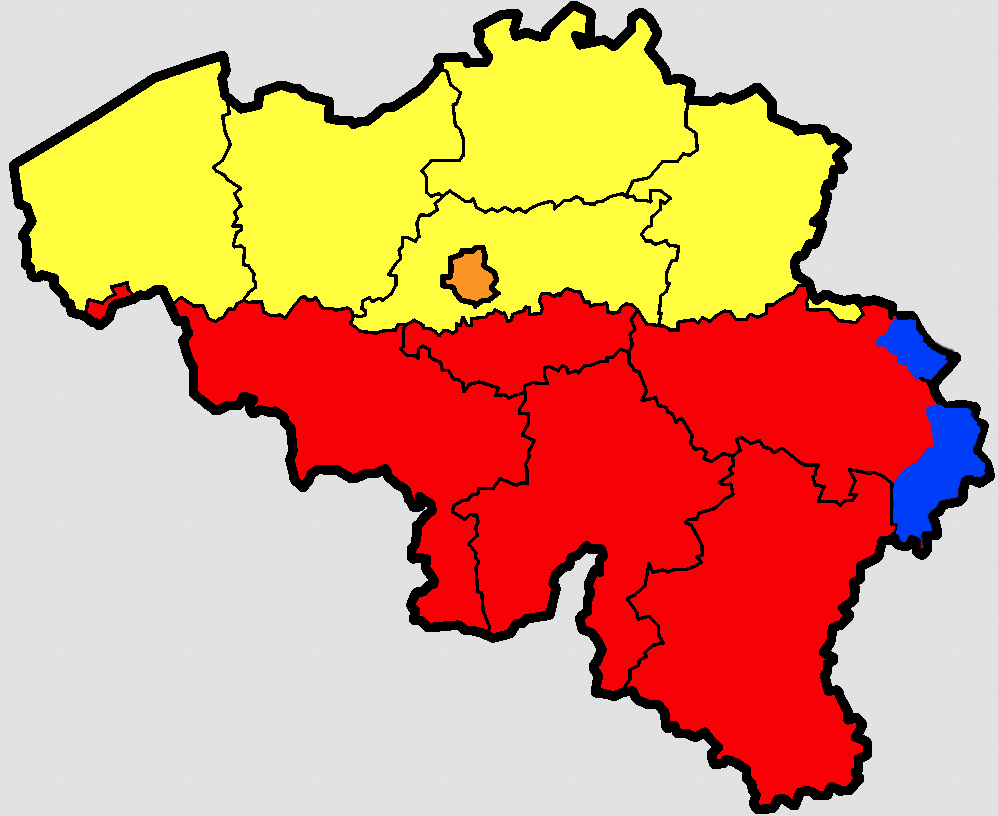
De talen die in België gesproken worden:

In Brussel (oranje) zijn zowel het Frans als het Nederlands officiële talen. Ook worden er veel niet-officiële talen gesproken zoals Engels of Arabisch, voornamelijk door mensen met een migratieachtergrond. 
"Het Vlaams" wordt niet als officiële taalbenaming erkend, hoewel die benaming officieus wijdverspreid is en vroeger als officieel gold in de plaats van Nederlands. Toen werd daarmee een afwijzing aangegeven van het Nederlands als taal van een 'vreemde' natie. Het is opvallend dat zo'n onderscheid niet gold voor het Frans; in de combinatie "Vlaams en Frans" als talen van België kwam dat tot uitdrukking. Het Vlaamse Nederlands verschilt van de in Nederland gesproken vormen van het Nederlands, maar die in België gesproken Westvlaamse, Brabantse en Limburgse varianten hangen taalhistorisch nauw samen met het Zeeuws, Noordbrabants en de Limburgse varianten in Nederland. De verschillen zijn in de voorbije eeuw groter geworden. Afwijkingen in België van het Standaard Nederlands, zoals gesproken in Nederland, vindt men in enkele, voornamelijk lexicale, vormen van het Standaardnederlands zoals officieel vastgesteld door de Nederlandse Taalunie. Het "Vlaams" (of "Zuid-Nederlands") verschilt van het "Noord-Nederlands" op het gebied van uitspraak, woordenschat en zinnen.
Door vervaging van de grens tussen standaardtaal en dialect in het informeel gesproken taalgebruik, is er tevens een tussentaal ontstaan, die ook wel 'Verkavelingsvlaams' wordt genoemd. De oorspronkelijke regionale en lokale dialecten zijn in die tussentaal naar elkaar en naar het Standaard-Nederlands toegegroeid.

## Vlaamsals verzameling dialecten
Traditioneel wordt het Vlaams (in deze betekenis) als een verzameling dialecten of regiolecten van zeer uiteenlopend karakter gezien, niet als een aparte taal. Vlaams is hier dan geen primair taalkundige maar een bestuurlijk-geografische term die de talen in de Vlaamse provincies van België betreft.

## Taalgeschiedenis
De dialecten, die in de Vlaamse provincies worden gesproken, zijn net als de Nederlandse standaardtaal en de dialecten van Limburg, Brabant en Holland, van Germaanse stam. Zij vallen uiteen in verschillende groepen. Het Limburgs, het Brabants waaronder het Antwerps, het Oost-Vlaams (waaronder de Dialecten in de Denderstreek) en het West-Vlaams. Het Limburgs in België komt grotendeels overeen met de verschillende Limburgse varianten die in Nederland worden gesproken.
Het woord Vlaams zélf is afgeleid van flâm, een Ingveoonse vorm van het Germaanse flauma (verwant aan het Engelse 'flow' en het Oudduitse woord 'flaum'), wat betekent 'vloed, stroom en stroming'.